# Senyals de localització nuclear
Un senyal o una seqüència de localització nuclear (NLS) és una seqüència d'aminoàcids que marca una proteïna per a la importació d'aquesta al nucli de la cèl·lula gràcies al transport nuclear. En general, aquest senyal està compost per una o més seqüències curtes d'aminoàcids amb càrrega positiva, ja siguin lisines o arginines, exposats en la superfície de la proteïna. Diferents proteïnes nuclears poden compartir la mateixa NLS. Una NLS té la funció oposada a la d'un senyal d'exportació nuclear, ja que aquest últim s'encarrega de senyalitzar aquelles proteïnes que han de sortir del nucli.

## Tipus de senyals de localització nuclear

### NLS Clàssics
Els NLS clàssics poden ser classificats en monopartits o bipartits. El primer NLS que es va descobrir va ser la seqüència PKKKRV en el SV40 gran antigen T (NLS monopartit). El NLS de nucleoplasmina, KR[PAATKKAGQA]KKKK, és el prototip del senyal bipartit a tot arreu: dos grups d'aminoàcids basics, separats per un espaiador d'uns 10 aminoàcids. Ambdós senyals són reconeguts per la α-importina. La α-importina conté per si mateixa un NLS bipartit, el qual és reconegut específicament per la β-importina. Aquesta última pot ser considerada com la mediadora d'importació per excel·lència.
Chelsky et al. va proposar per consens la seqüència K-K/R-X-K/R pels NLS monopartits.
Makkerh et al. va dur a terme la mutagènesi comparativa sobre els senyals de localització nuclear de SV40 T-antigen (monopartit), C-myc (monopartit) i nucleoplasmina (bipartit), i va mostrar característiques d'aminoàcids comuns a tots tres. En particular, el paper dels aminoàcids neutres i àcids es va mostrar per primera vegada en la contribució de l'eficiència de la NLS omnipresent.

### NLS No Clàssics
Hi ha molts altres tipus de NLS, com ara el domini àcid M9 del hnRNP-A1, la seqüència KIPIK en el repressor de transcripció del llevat Mat-α-2, i els senyals complexos de U-snRNPs. La majoria d'aquests NLS semblen ser reconeguts directament pels receptors específics de la β-importina, sense que en cap moment calgui la intervenció d'una α-importina.
Sembla que existeix un senyal específic per sintetitzar i transportar les proteïnes ribosomals que conté un conjunt concret de proteïnes β iguals que la dels receptors de la importació nuclear.
Recentment Lee et. al. ha proposat una classe de NLS conegut com a PY-NLS. Aquest PY-NLS anomenat així per l'aparellament dels aminoàcids prolina-tirosina en el mateix senyal de transport nuclear, permet que la proteïna s'uneixi a la importina β2 (també coneguda com a transportina o carioferina β2), que després transloca la proteïna de càrrega dins en el nucli. S'ha determinat la base estructural de la unió de la PY-NLS continguda en la importina β2 i s'ha dissenyat un inhibidor de la importació.

## Descobriment dels senyals de localització nuclear
La característica més important de les cèl·lules eucariotes és la presència de la membrana nuclear que limita l'ADN cel·lular dins del nucli. La membrana nuclear, per tant, separa els processos nuclears de la replicació de l'ADN i la transcripció de l'ARN del procés de síntesi de les proteïnes citoplasmàtiques. Les proteïnes necessàries en el nucli han de ser dirigides cap allà per algun mecanisme. Quan John Gurdon va dur a terme la primera prova experimental directa sobre la capacitat de les proteïnes nuclears d'acumular-se en el nucli, va demostrar a la vegada que les proteïnes purificades nuclears s'acumulen en el nucli dels oòcits de la granota (Xenopus) després de ser micro-injectades en el citoplasma. Aquest experiments formaren part d'un seguit que, posteriorment, donaren lloc als estudis de reprogramació nuclear, directament relacionats amb la investigació de les cèl·lules mare.
La presència de diversos milions de complexos de porus a la membrana nuclear de l'oòcit i el fet que aquests complexos van semblar admetre molts tipus diferents de molècules (insulina, sèrum boví d'albúmina, nanopartícules d'or) va donar lloc a la idea que els porus són canals oberts i que les proteïnes nuclears entren al nucli a través dels porus mitjançant la unió a ADN o un altre component nuclear. En altres paraules, es pensava que no hi havia cap mecanisme de transport específic.
L'any 1982 en Dingwall i en Laskey van demostrar que aquesta idea era totalment errónea. Utilitzant una proteïna anomenada nucleoplasmina, l'arquetip de “xaperona molecular”, que identifica un domini en la proteïna que actua com un senyal d'entrada nuclear. Aquest treball va estimular la investigació en aquesta àrea de la ciència i dos anys més tard, el primer NLS va ser identificat en el SV40 gran antigen T (o SV40, per abreujar). Això no obstant, no es va poder identificar un NLS funcional en una altra proteïna nuclear simplement sobre la base de la similitud amb el SV40 NLS. De fet, només un petit percentatge de les proteïnes nuclears cel·lular (no virals) contenien una seqüència similar a la SV40 NLS. Un examen detallat de la nucleplasmina va identificar una seqüència de dos elements compostos d'aminoàcids bàsics separats per un braç espaiador. Un d'aquest elements era similar a la SV40 NLS però no va ser capaç de dirigir una proteïna cap al nucli de la cèl·lula quan estava connectat a un marcador no nuclear. Ambdós elements són necessaris. Aquest tipus de NLS es coneix a com un NLS clàssic bipartit. El NLS bipartit, actualment es coneix pel fet que representa a la classe principal de NLS que es troba en proteïnes nuclears cel·lulars i l'anàlisi estructural ha revelat com es coneix el senyal per una proteïna receptora (α importina). Avui en dia es coneixen molts dels detalls moleculars de la importació de les proteïnes nuclears. Això és possible gràcies a la demostració que la importació és un procés que segueix dos passos: la proteïna nuclear s‘uneix al porus en un procés que no requereix energia, seguit de la translocació de la proteïna a través dels canals del porus, procés que requereix energia. La diferenciació de les dues etapes va fer possible identificar els dos factors involucrats en aquest procés: la importina, família dels receptors de NLS, i la Ran GTPasa.

## Mecanisme d'importació nuclear

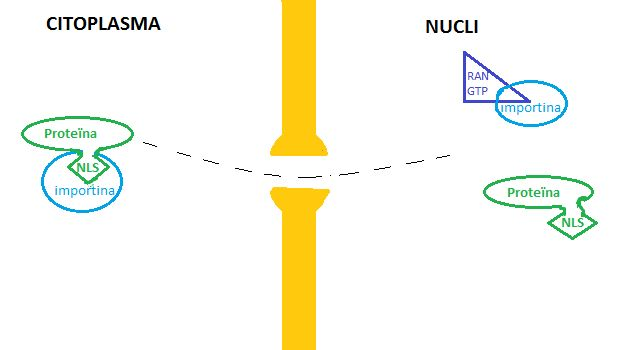
Unió de la NLS amb l'importina, la qual la condueix dintre el nucli. Més tard, com es pot observar, l'importina es desprèn de la proteïna i s'uneix a una RAN-GTP, una proteïna nuclear reguladora.

Les proteïnes entren dins del nucli travessant l'embolcall nuclear, el qual consta de membranes concèntriques; l'exterior i la interior. Aquestes són les portes d'entrada al nucli. L'embolcall consisteix en porus i llargs complexes nuclears.
Una proteïna traduïda amb una seqüència NLS s'uneix fortament a la importina (carioferina), i en conjunt, el complex es mou a través del porus nuclear. Llavors, la Ran-GTP s'uneix al complex importina-proteïna i aquesta unió amb la Ran-GTP provoca a la importina una pèrdua d'afinitat amb la proteïna. La proteïna s'allibera, i el complex Ran-GTP-importina torna al citoplasma a través del porus nuclear. La proteïna GAP (proteïna activadora de GTPasa) hidrolitza en el citoplasma la Ran-GTP a Ran-GDP i es produeix un canvi conformacional de la Ran perdent l'afinitat per la importina. La importina s'allibera i la Ran-GDP torna al nucli on la GEF (factor d'intercanvi de nucleòtids de guanina) transforma el GDP de les Ran a GTP.